# 张国荣 (1938年)
张国荣（1938年11月—），男，汉族，河南汝南人，中华人民共和国政治人物，曾任焦作市市长、中共焦作市委书记、河南省政协副主席。